# جیم مک‌گاورن
جیم مک‌گاورن (به انگلیسی: Jim McGovern) نمایندهٔ حوزه انتخابیه دوم ماساچوست از حزب دموکرات ایالات متحده آمریکا در مجلس نمایندگان ایالات متحده آمریکا است که برای نخستین‌بار در ۱۱ ژانویه ۱۹۹۷ میلادی به‌عضویت این مجلس درآمد.
در روز ۹ فوریه ۲۰۲۲ در آستانه سی‌مین سالگرد تأسیس روابط دیپلماتیک بین ارمنستان و ایالات متحده، مدال مخیتار گش از سوی لیلیت ماکونتس سفیر ارمنستان در ایالات آمریکا به‌خاطر پشتیبانی مستمر وی از مسائل مرتبط ارمنستان و جمهوری آرتساخ به جیمز مک‌گاورن اعطا گردید